# Lynn Colella

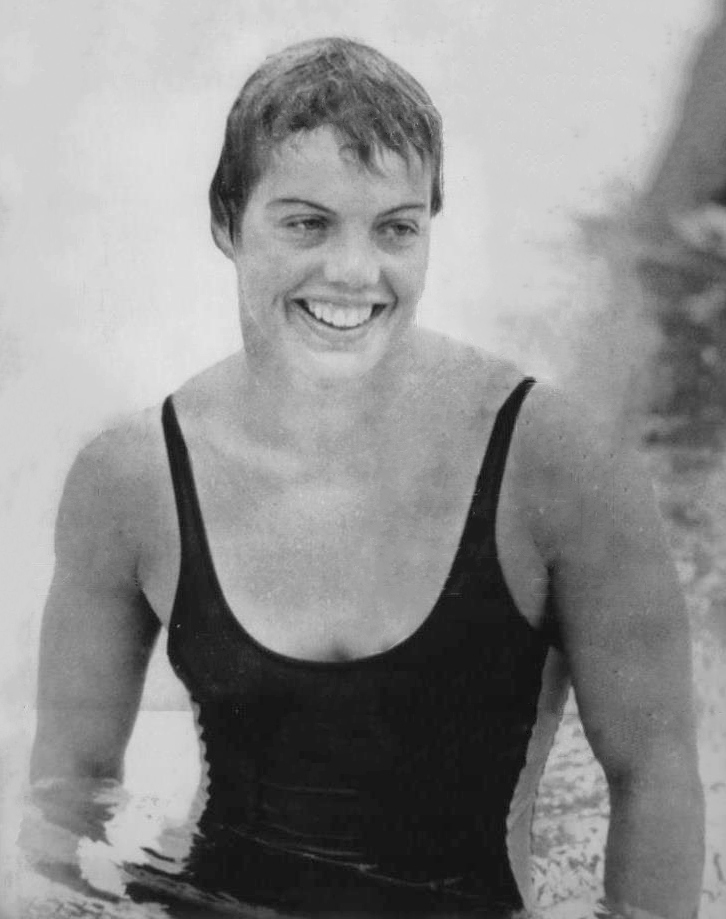
Fotografía de prensa que muestra a Lynn Colella en la carrera de 200 metros estilo mariposa, 1973

## Carrera deportiva
En los Juegos Olímpicos de Múnich 1972 ganó la medalla de plata en lootos 200 metros mariposa, con un tiempo de 2:16.34 segundos, tras su compatriota Karen Moe que batió el récord del mundo con 2:15.57 segundos, y por delante de otra estadounidense Ellie Daniel.